# دستگاه پلت

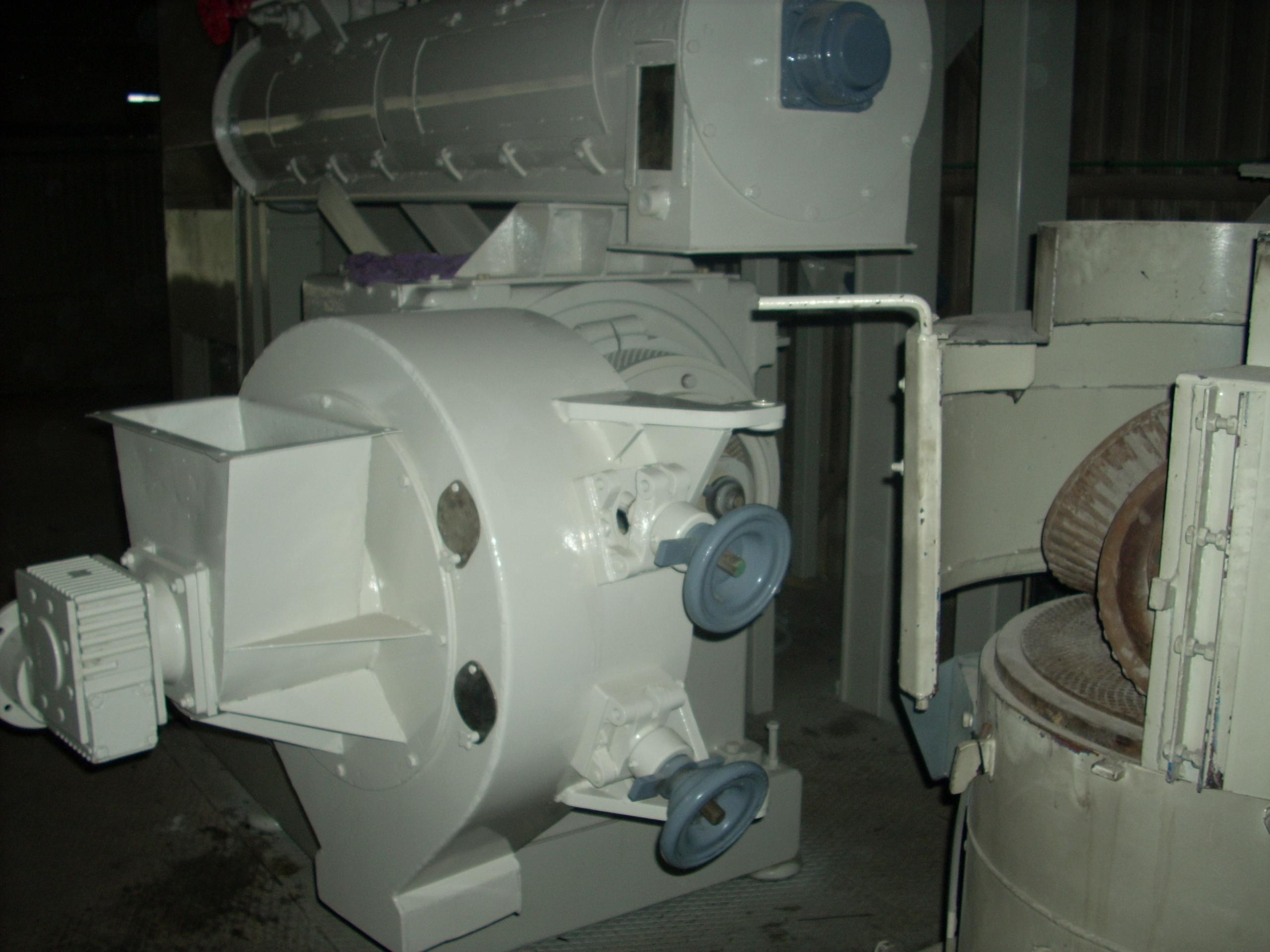
دستگاه پلت

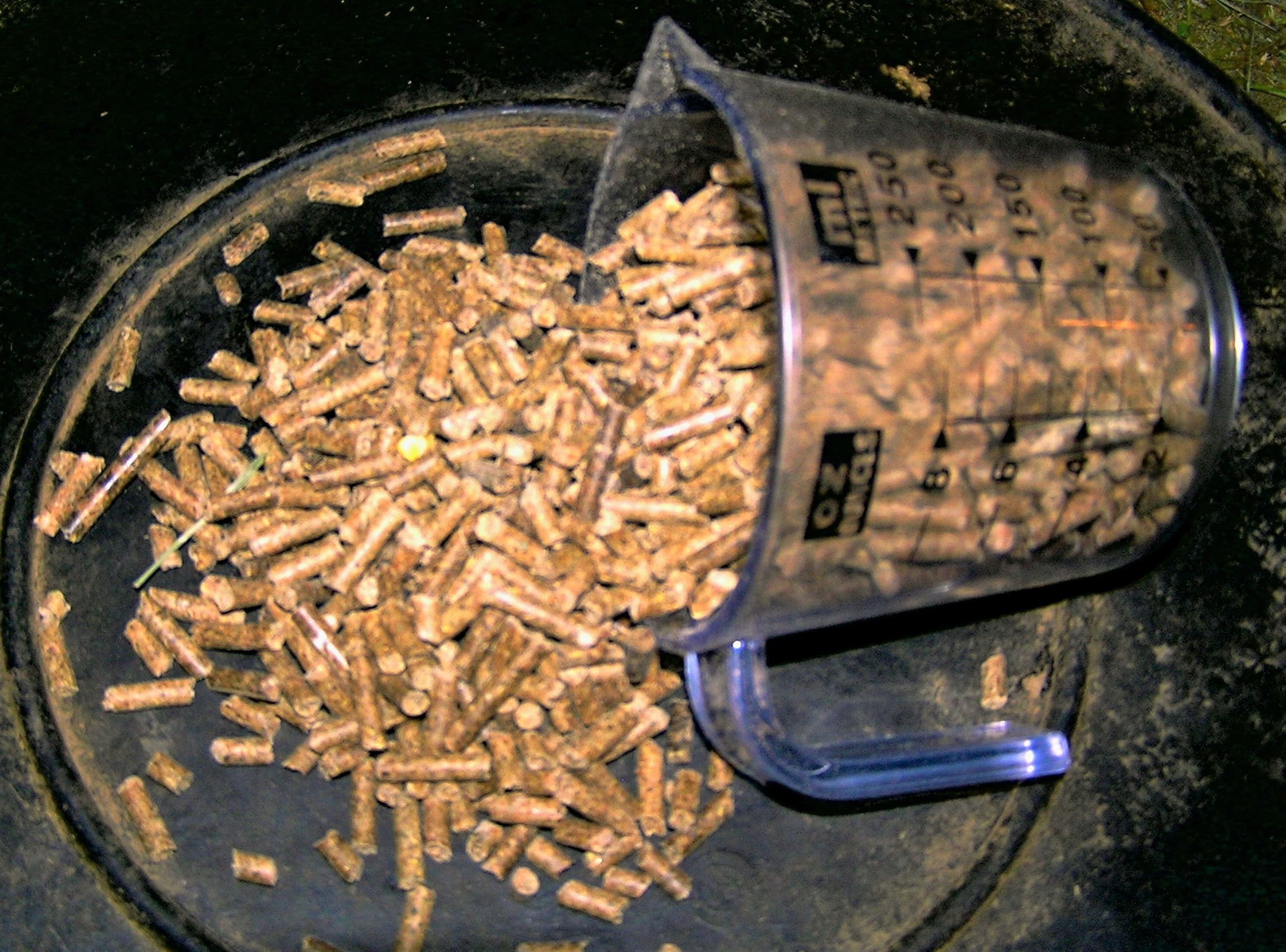
نمونه محصول دستگاه پلت

دستگاه پلت (Pellet Press) ماشینی است، که برای متراکم کردن محصول و شکل‌دهی مواد پودری به قطعات بزرگ‌تر و معمولاً استوانه ای شکل به کار می‌رود. این شکل محصول به عنوان پلت شناخته می‌شود و به همین خاطر ماشینی که آن را تولید می‌کند، دستگاه پلت گفته می‌شود. دستگاه پلت را در شکل‌های مختلفی تولید می‌شود اما تقریباً مکانیزم عملکرد تمامی آن‌ها یکسان است. عملکرد کلی دستگاه پلت عبور غلطک بر موادی است که روی سطحی پر از حفره است. این مکانیزم منجر می‌شود تا مواد وادار به عبور از داخل حفره‌ها شده و به صورت فشرده از سمت دیگر خارج شوند. غلطک و سطح مشبک در اصطلاح رولر (Roller) و دای (Die) نامیده می‌شوند.
دستگاه پلت کاربرد گسترده‌ای در طیف وسیعی از صنایع مختلف دارد. برخی از این کاربردها عبارت اند: تولید خوراک دام و طیور و آبزیان، تولید سوخت‌های گیاهی (بیومس)، تولید کودهای ارگانیک، تولید محصولات دارویی فشرده، متراکم کردن محصولات بازیافتی، تولید گرانول محصولات معدنی (مانند بنتونیت حفاری). این‌ها تنها بخشی از کاربردهای رایج دستگاه پلت است. به‌طور کلی، دستگاه پلت در هر جایی که نیاز به کاهش حجم محصول است، می‌تواند کاربرد داشته باشد.

## تاریخچه
- تولید خوراک دام و طیور گسترده‌ترین زمینه کاری دستگاه پلت در دنیای امروز است. در واقع صنعت تولید خوراک دام و طیور، زمینه ساخت دستگاه پلت را فراهم کرد. نخستین کارخانه خوراک دام و طیور توسط ویلیام هالینگتون دانفورد ۱۸۹۴ ساخته شد. در این زمان، خوراک دام و طیور به صورت ترکیبی از دانه‌های گیاهی ارائه می‌شد. تمایل به ارائه محصولی یکپارچه از این دانه‌ها، در طی سال‌های بعدی تبدیل به یکی از دغدغه‌های این صنعت تبدیل شد. برای چندین دهه، کارخانه‌های تولید خوراک دام و طیور از روش مختلفی برای این کار استفاده می‌کردند که هیچ‌یک نتوانست نیازهای آن‌ها به خوبی برآورده کند. این تلاش انگیزه اصلی برای اختراع دستگاه پلت شد.
- اولین دستگاه پلت به‌طور تقریباً همزمان توسط توماس ادگار میکید و بور ام استس در بین سال‌های ۱۹۳۰ تا ۱۹۳۵ اختراع شد. دای دستگاه پلت میکید به صورت یک صفحهٔ تخت بود با تعداد زیادی حفره ماشین کاری شده در آن بود، در حالی که مکانیزم دستگاه پلت استیس بر پایه دای حلقوی با حفره‌هایی در امتداد شعاعی ساخته شده بود.
- به صورت تقریباً همزمان با کارهای میکید و استیس، مخترعان دیگری نیز طرح‌های دیگری ارائه کردند که امروزه یا کمتر مورد توجه قرار گرفته‌اند. یکی از این کارها، اختراع ریموند توتل اندرسون در سال ۱۹۳۱ بود. دستگاه پلت اندرسون در طول زمان دچار تغییرات گسترده‌ای شد و مسیر متفاوت را طی کرد. این دستگاه را احتمالاً می‌توان نخستین طراحی‌های از خانواده دستگاه‌های اکسترودر (Extruder) و اکسپندر (Expander) دانست.

## کاربردها
امروزه کاربرد دستگاه پلت بسیار گسترده شده است و تنها محدود به تولید خوراک دام و طیور نمی شود. برخی از کاربردهای مهم دستگاه پلت می توان به تولید خوراک آبزیان، فرآوری کودهای ارگانیک، تولید بستر حیوانات، ساخت کاتالیست و تهیه خاک اره و زغال فشرده به عنوان منابع انرژی نام برد. به طور کلی، از دستگاه پلت می توان برای متراکم کردن مواد پودری و الیاف با خواص شیمیایی و فیزیکی مختلف استفاده کرد.

## اجراء اصلی
1. واحد متراکم کننده (شامل دای و رولرها)
2. واحد برش (مجموعه قیچی و مکانیزم تنظیم آن)
3. واحد تخلیه (مجموعه‌های متحرک یا ثابتی که منظور انتقال پلت به خارخ از دستگاه)
4. واحد انتقال قدرت (مکانیزمی که به منظور انتقال نیرو از الکتروموتور جهت چرخش دای یا رولر یا هر دو طراحی شده‌اند)
5. الکتروموتور

## واحد متراکم کننده
واحد متراکم کننده (Pelleting) در انواع دستگاه پلت تجاری شامل دای و رولر است. در طراحی‌های مختلف ممکن است دای، رولر یا هر دو متحرک باشند، اما اساس تمامی آن‌ها تحت فشار قرار گرفتن مواد مابین دای و رولر و عبور آن از میان حفره‌های دای است. تعداد دای در انواع دستگاه پلت یکی است اما تعداد رولر می تواند از دو عدد نیز بیشتر باشد. دستگاه پلت با دو عدد رولر رایج ترین انواع هستند. این مجموعه تحت بارهای دینامیکی و استاتیکی قابل توجهی به همین خاطر در ساخت آن از آلیاژهایی با استحکام بالا استفاده می‌شود تا از فرسایش آن جلوگیری شود.

## واحد برش
واحد برش (Cutter) یا اصطلاحاً قیچی، بخشی است که محصول پلت متراکم را به اندازه مورد نظر اپراتور دستگاه پلت برش می‌دهد. قیچی دستگاه پلت می‌تواند با توجه به طراحی آن متحرک یا ثابت باشد. طراحی قیچی معمولاً تأثیری در کیفیت محصول پلت نهایی ندارد. در دستگاه پلت رینگ دای، قیچی معمولاً ثابت است در حالی که در دستگاه پلت فلت دای هر دو نوع قیچی ثابت و متحرک رایج است.

## واحد تخلیه
واحد تخلیه (Discharge) می‌تواند یک مجموعه استاتیکی (مانند دستگاه پلت رینگ دای) یا مجموعه ای متحرک (مانند دستگاه پلت فلت دای) باشد. واحد تخلیه در دستگاه‌های پلت رینگ دای و فلت دای به ترتیب در زیر و کنار دستگاه قرار دارد.

## واحد انتقال قدرت
واحد انتقال قدرت (Power transmission) از نظر ابعاد بخش قابل توجه از حجم کلی ماشین را سیستم انتقال قدرت شامل می‌شود. واحد انتقال می‌تواند مبتنی بر مکانیزم چرخ دنده (اصطلاحاً گیربس)، تسمه یا ترکیبی از هر دو باشد. دستگاه پلت مبتنی بر انتقال قدرت گیربکس معمولاً حجم کمتری را اشغال می کنند.